# Corchorus psammophilus
Corchorus psammophilus är en malvaväxtart som beskrevs av L.E. Codd. Corchorus psammophilus ingår i släktet Corchorus och familjen malvaväxter. Inga underarter finns listade i Catalogue of Life.